# Фиш Лејк (Индијана)
Фиш Лејк (енгл. Fish Lake) насељено је место без административног статуса у америчкој савезној држави Индијана.

## Демографија
По попису из 2010. године број становника је 1.016.
| Група             | 2000.    | 2010.       |
| Белци             | 0 (0,0%) | 973 (95,8%) |
| Афроамериканци    | 0 (0,0%) | 5 (0,5%)    |
| Азијати           | 0 (0,0%) | 1 (0,1%)    |
| Хиспаноамериканци | 0 (0,0%) | 24 (2,4%)   |
| Укупно            | 0        | 1.016       |